# Pat Brisson
Pat Brisson, född 22 januari 1965, är en kanadensisk NHLPA-certifierad spelaragent som är anställd av världens största agentur, Creative Artists Agency (CAA) och där han i princip driver deras hockeyavdelning med sina kollegor J.P. Barry och Claes Elefalk. De företräder 60-tal hockeyspelare som Daniel Alfredsson, Daniel Brière, Sidney Crosby, Matt Duchene, Loui Eriksson, Claude Giroux, Erik Johnson, Patrick Kane, Anže Kopitar, Jevgenij Malkin, Daniel Sedin, Henrik Sedin, Mark Streit, John Tavares och Jonathan Toews. De har företrätt tidigare Mats Sundin, Kenny Jönsson,  Sergej Fjodorov och Jaromír Jágr.
Brisson har ansetts under många år att vara den mäktigaste spelaragenten i professionell nordamerikansk hockey tillsammans med agentkollegan Don Meehan.
Han är far till Brendan Brisson.